# Pepo Frick
Pepo Frick (* 13. Mai 1952 in Schaan) ist ein liechtensteinischer Politiker. Er war von 2005 bis 2013 Abgeordneter im liechtensteinischen Landtag.

## Biografie
Pepo Frick verbrachte seine Kindheit und Jugend in einer bäuerlichen Großfamilie im Fürstentum Liechtenstein. Während seiner akademischen Ausbildung widmete er sich der Leidenschaft des Lastwagenfahrens. Als Heranwachsender war er Schüler eines Gymnasiums in Vaduz.
Nach seiner Laufbahn studierte Frick Medizin an der Universität Basel und begann 1979 als Assistenzarzt zu arbeiten. Nach Abschluss seiner medizinischen Grundausbildung in Schweizer Krankenhäusern widmete er sich von 1984 bis 1987 einer Tätigkeit als Solidarmed-Arzt mit seiner Familie in Lesotho am Seboche Hospital, wo er gemeinsam mit einem weiteren Expat-Arzt verschiedene Zuständigkeiten für ein Einzugsgebiet von etwa 100.000 Einwohnerinnen und Einwohner innehatte.
Nach seiner Rückkehr engagierte er sich im Vorstand von Solidarmed und unternahm diverse Projektreisen in die fünf unterstützten Länder. (Lesotho, Simbabwe, Tansania, Mosambik und Sambia)
Seit 1990 praktiziert er als Hausarzt in Mauren. Als Mitglied des Kriseninterventionsteams Liechtenstein hatte er Einsätze in Ägypten und Thailand. Von 1990 bis 2017 war er Vorstandsmitglied von SolidarMed.
Für die Freie Liste sass Frick von 1991 bis 1999 im Gemeinderat von Schaan. 2005 wurde er in den Landtag des Fürstentums Liechtenstein gewählt. Als Abgeordneter war er bis 2008 Mitglied der Finanzkommission, einer der drei ständigen Kommissionen des Landtages. Nach der Wahl 2009 war Frick der einzige Abgeordnete der Freien Liste im Landtag. Ab 2010 war er Mitglied der Geschäftsprüfungskommission. Bei der Landtagswahl im Februar 2013 trat Frick nicht an.
Seit 2013 ist er zusammen mit Derya Kesci Vorsitzender der Freien Liste und löste damit Wolfgang Marxer ab.
Am 6. Mai 1983 hat Pepo Frick die Ehe mit Anita Fricker geschlossen und ist Vater von zwei Töchtern geworden.